# Giorgio Armani
Giorgio Armani (* 11. července 1934, Piacenza, Emilia-Romagna, Itálie) je italský módní návrhář a podnikatel. Jde o jednoho z nejznámějších světových módních návrhářů, který se dokázal postupně prosadit prakticky ve všech oblastech módy. Jeho největší přínos v oboru je mu ale připisován zejména v oblasti pánské módy.

## Život
Tvořit pánskou módu začal u Nina Cerrutiho v roce 1964, v roce 1966 se poprvé setkal se svým velmi blízkým přítelem a spolupracovníkem architektem Sergiem Galeottim. V roce 1970 pak s jeho podporou a pomocí založil vlastní návrhářské studio. V roce 1974 pak byla založena jeho společnost Giorgio Armani S.p.A., dnes pouze Giorgio Armani. V témže roce představil svá první mužská saka, o rok později pak jejich ženskou variantu. Tato saka se posléze stala jakousi "uniformou" pro nejbohatší vrstvy obyvatel.
Jeden ze zlomů v jeho kariéře nastal v roce 1980, kdy americký herec Richard Gere hrál v jeho saku ve snímku Americký gigolo, což fakticky předznamenalo otevření pobočky jeho firmy v kalifornském Hollywoodu v roce 1983.
V roce 1985 zemřel na AIDS jeho přítel Sergio Galeotti, do firmy pak vstoupila jeho sestra Rosanna.
Je považován za jednoho z nejúspěšnějšího italských módních návrhářů všech dob, jeho majetek byl časopisem Forbes v roce 2010 odhadován na více než 5 miliard dolarů.

## Zajímavosti
- Stal se prvním módním návrhářem, který odmítl příliš hubené modelky, které měly body mass index menší než 18, stalo se tak poté, co z důvodů mentální anorexie v roce 2006 předčasně zemřela brazilská modelka Ana Carolina Reston.
- Je považován za introverta, nikdy nezaložil rodinu a čas tráví se svými psy[2].
- Jeho dlouholetý přítel Eric Clapton složil v roce 1996 několik písní pro Armaniho módní přehlídky. Od té doby Eric Clapton obléká modely od Armaniho.[2].

- Vlastní devět nemovitostí na třech kontinentech. Je majitelem pěti domů v rodné Itálii, jednu nemovitost má v USA, Francii a ve Švýcarsku. Výčet domů v Armaniho vlastnictví doplňuje nemovitost na ostrově Antigua v Karibiku[3].

- V roce 2006 navrhoval oblečení pro italské olympioniky ku příležitosti zahajovacího ceremoniálu Zimních olympijských her 2006 v Turíně.

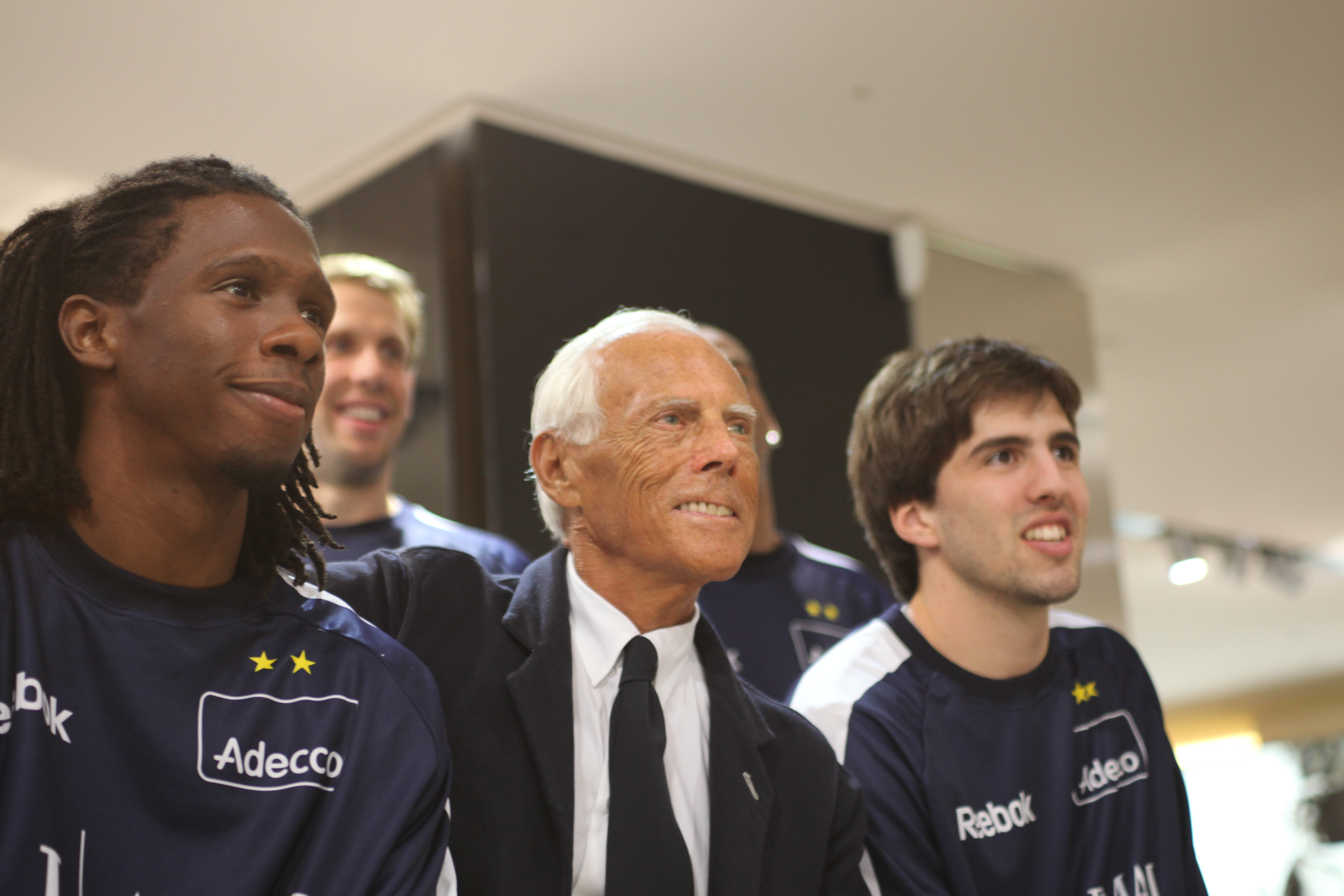
Giorgio Armani

- Giorgio ArmaniKromě řady filmových hvězd pravidelně obléká i několik významných světových fotbalistů (například Ronaldo, Luís Figo, Christian Vieri, Andrej Ševčenko, Kaká), v roce 2003 oblékal i celou anglickou fotbalovou reprezentaci.

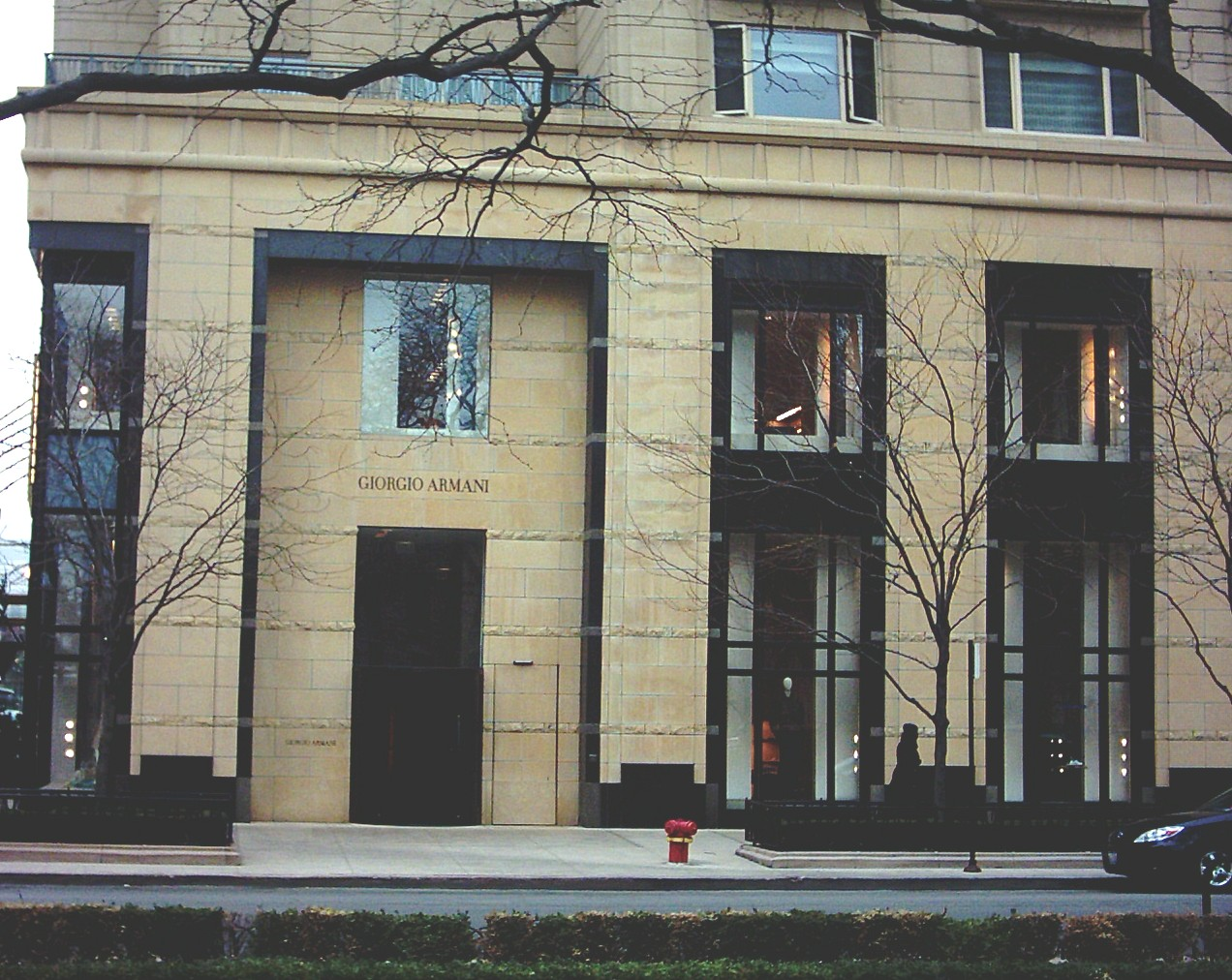
Dům módy Giorgio Armaniho v Chicagu

## Současnost firmy Armani
Celkový obrat jeho společností ročně přesahuje čtyři miliardy eur, jeho firmy zaměstnávají asi 5000 zaměstnanců, jeho koncern provozuje 13 vlastních továren a přibližně 250 vlastních exkluzivních obchodů ve 36 zemích světa. Produkty jeho firem se prodávají ve více než 2000 obchodech po celém světě.
Kromě módy a oděvů jeho firmy vyrábějí také brýle, parfémy, podnikají i v hotelnictví a gastronomii.

## Módní řady
- Armani Privé
- Giorgio Armani
- Emporio Armani
- EA7 Emporio Armani
- Armani Junior
- Armani Exchange
- Armani Casa
- Armani Neve